# Ерет, Тиммо
Тиммо Ерет (эст. Timmo Jeret, род. 9 мая 1993) — эстонский шоссейный велогонщик.

## Карьера
Тиммо Ерет начал заниматься велоспортом в возрасте одиннадцати лет, следуя по стопам своего отца и деда, которые также занимались велоспортом на любительском уровне.
В начале июня 2011 года второй год подряд становится чемпионом Эстонии в индивидуальной гонке среди юниоров, а месяц спустя принимает участие на чемпионате Европы в групповой гонке среди юниоров. В сентябре того же года участвует на чемпионате мира, на нём в индивидуальной гонке среди юниоров занимает 38-е место.
С 2012 года, присоединившись к команде Guidon chalettois, начинает принимать участие в гонках во Франции. 
В 2013 году переходит в команду UVCA Troyes, занимает второе место на чемпионате Эстонии в индивидуальной гонке U23 и 7-е место в групповой гонке среди элиты.
В 2015 году переходит в команду Creuse Oxygène Guéret. Летом занимает третье место на чемпионате Эстонии в индивидуальной гонке среди элиты. На Туре де л’Авенир во время пятого этапа в результате серьёзного падения получил перелом позвоночника и сотрясение мозга. Однако после выздоровления решил приостановить свою велосипедную карьеру.
Сейчас он посвящает себя триатлону, одновременно участвуя в нескольких критериумах на территории Эстонии. 

## Достижения
2010
 Чемпион Эстонии — индивидуальная гонка (юниоры)
2011
 Чемпион Эстонии — индивидуальная гонка (юниоры)
3-й на Чемпионат Эстонии — групповая гонка (юниоры)
2013
 Чемпион Эстонии — индивидуальная гонка U23
Circuit des trois cantons
2014
1-й этап на Challenge de l'Avenir Nord-Pas-de-Calais
Grand Prix de Gouy-sous-Bellonne
2015
2-й на Чемпионат Эстонии — индивидуальная гонка U23
3-й на Чемпионат Эстонии — индивидуальная гонка

## Рейтинги
| Год                 | 2013  | 2014  | 2015   |
| ------------------- | ----- | ----- | ------ |
| Европейский тур UCI | 958-й | 886-й | 1147-й |
|                     |       |       |        |
| Источник: UCI       |       |       |        |